# (24662) Gryll
(24662) Gryll (1988 GS) – planetoida z pasa głównego asteroid okrążająca Słońce w ciągu 3,56 lat w średniej odległości 2,33 j.a. Odkryta 14 kwietnia 1988 roku.